# NGC 7732
NGC 7732 (другие обозначения — PGC 72131, UGC 12738, Z 2339.1+0327, MCG 0-60-35, KCPG 590B, ZWG 381.26) — галактика в созвездии Рыбы.
Этот объект входит в число перечисленных в оригинальной редакции «Нового общего каталога».
В галактике вспыхнула сверхновая SN 2013ft типа IIP, её пиковая видимая звездная величина составила 18,6.